# Диск Олдерсона

Схематична ілюстрація диска Олдерсона

Диск Олдерсона (названий на честь Дена Олдерсона, автора ідеї) — це гіпотетична штучна астрономічна мегаструктура, подібна до Світу-кільця Ларрі Нівена та сфери Дайсона. Диск — гігантське блюдце завтовшки кілька тисяч кілометрів. Сонце розташоване в отворі в центрі диска. Зовнішній периметр диска Олдерсона був би приблизно еквівалентний орбіті Марса або Юпітера. Ймовірно, досить великий диск мав би більшу масу, ніж його Сонце.

## Будова
Діаметр диска складає щонайменше 150 млн км (1 астрономічну одиницю). Його товщина повинна бути декілька тисяч км, щоб забезпечити достатню масу та відповідно силу тяжіння на поверхні, як на Землі. Життя могло б існувати по обидві сторони диска, хоча поблизу від Сонця спека зробила б життя неможливим без захисту. І навпаки, далі від Сонця живі істоти замерзнуть. Отвір був би оточений стіною, щоб запобігти витіканню атмосфери до Сонця. Оскільки Сонце залишається нерухомим, немає денного / нічного циклу, існують лише вічні сутінки з Сонцем нерухомо розташованим над горизонтом. Цю проблему можна було б вирішити, змусивши Сонце коливатися вгору-вниз у межах диска, освітлюючи спочатку одну сторону, а потім іншу.
Уся така споруда матиме невелику область, придатну для життя (принаймні за мірками людей), і для її розширення повинна включати величезну кількість систем життєзабезпечення. Та навіть без таких систем площа житлової поверхні становила б близько 50 млн площ Землі. Також по висоті отвору в центрі могли б розміщуватися приймачі сонячної енергії.
Щоб зібрати необхідну кількість матерії, довелося б переробити на будівельний матеріал не тільки все в Сонячній системі, а й усю матерію в радіусі сотень світлових років (десятків, якщо споруда розташовуватиметься в газо-пиловій хмарі). Таким чином якби диск Олдерсона існував, його можна було б легко помітити за величезною порожнечею навколо.
Великою проблемою є стабільність диска. Під дією власної гравітації він згорнеться у тор. Якщо його маса буде дуже велика, то матерія диска взагалі колапсує, утворивши чорну діру. Зоря в центрі споруди перебуватиме в спокої, врівноважена масою диска. Проте, якщо споруда зазнає гравітаційного впливу сусідніх зірок, це загрожує зіткненням зорі з внутрішнім краєм диска. Зорю втім можна стабілізувати й навіть керувати її рухом за допомогою гамма-лазерів.

## Історія

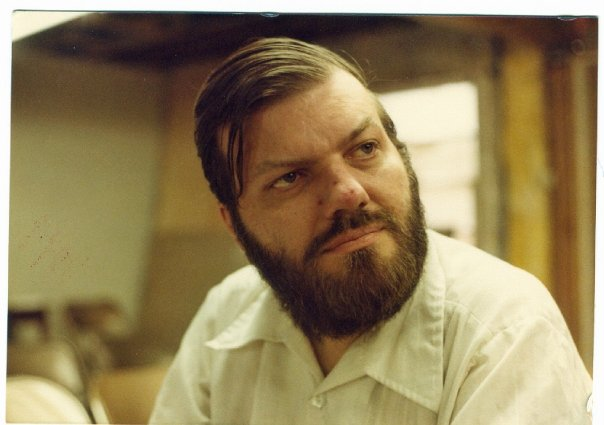
Ден Олдерсон у 1970-і

Роман Ларрі Нівена «Світ-кільце» (1970) надихнув науковців і популяризаторів науки вигадувати інші, більш чи менш науково обґрунтовані проєкти мегаструктур. Ден Олдерсон у 1970-і був співробітником Лабораторії реактивного руху NASA, а також Лос-Анджелеського товариства наукової фантастики. Там він познайомився з Ларрі Нівеном та Джеррі Пурнеллом, які у своїх книгах приписують Денові Олдерсону ідею, потім знану як «Диск Олдерсона».
Роберт Фрітас у своїй книзі 1979 року «Ксенологія» обрахував, що радіус диска буде близько 370 млн миль (595 млн км), а товщина близько 3 тис. миль (4,8 тис. км). Маса такого диска у 3 тис. разів перевищувала б масу Сонця. Фрітас запропонував стабілізувати зорю в центрі гамма-лазерами, розташованими по периметру центрального отвору. Вони нагрівали б потрібні зони світила, змушуючи його відхилятися в протилежний бік. За допомогою гамма-лазерів можна було б реалізувати рух зорі та цикл дня-ночі.

## У популярній культурі
У 1974 році науковий фантаст Ларрі Нівен припустив, що диск Олдерсона «буде чудовим місцем для постановки новел у жанрах готичної фантастики або меча та магії. Атмосфера правильна, і тут є справжні монстри». Оскільки зона, придатна для проживання, відносно вузька, площу дискв (і вартість його побудови) можна розділити з прибульцями з більш гарячих і холодних планет. Протягом тривалих періодів часу життєві форми розвиватимуться, щоб поселяти малозаселені регіони між ними. «Якщо цивілізація впаде, все може стати моторошним і цікавим».
У науково-фантастичному романі «Страта» (1981) Террі Пратчетта люди спершу жили на невеликому диску Олдерсона, розташованому всередині порожнистої сфери невідомими силами. Потім група будівельників планет переселяє їх на сферичну Землю, коли пристрої підтримки диска виявляються зламаними.
Планета у формі диска, схожа на диск Олдерсона (хоч і набагато менша), послужила фантастичною обстановкою домашнього світу «Айсла» (або «космосу») для рольової гри Torg (1990) від West End Games. На відміну від диска Олдерсона, «дискосвіт» Айсла працює згідно з вигаданою фізикою, включаючи «площину гравітації», яка ділить диск поперек, так що протилежні сторони «падають» у напрямку до площини, а не до центра мас. У дисковому світі Айсла було сонце, що сходить і заходить, і кілька внутрішніх шарів. Обидві сторони диска були заселені, як і внутрішні шари.
Диск Олдерсона (Боже Колесо) був помітною особливістю Ультрасвіту (1993-1997) Malibu Comics. Боже Колесо було розділене між двома суспільствами, одне з яких використовувало технологію, а інше використовувало магію (кожне займало свою сторону диска). Ларрі Нівен вигадав «Боже колесо» і писав оповідання про окремі події на ньому.
Рак Месба — стародавній диск Олдерсона у «Пояс Оріона» (2000-), багатоавторському науково-фантастичному світобудівничому інтернет-проєкті. На диску розташовані континенти й океани, а також декілька «колодязів», які сполучають обидва боки диска. Завдяки щільній атмосфері там достатньо рівномірний клімат і більшість площі вкрита рослинністю. Система дзеркал освітлює окремі частини, забезпечуючи «день».
У оповіданні «Ракетна прогалина» (2006) Чарльза Штросса копія всієї Землі (разом із копіями багатьох інших планет) розміщена на диску Олдерсона, побудованому навколо чорної діри невідомими силами.
Яном Макдональдом у романі «Імператриця Сонця» (2013) представлена версія нашої Сонячної системи з паралельним всесвітом, де істоти, що еволюціонували від динозаврів, перетворили всю масу на диск Олдерсона (з сонцем, що сходить і заходить).